# Seleção Húngara de Polo Aquático Feminino
A Seleção Húngara de Polo Aquático Feminino representa a Hungria em competições internacionais de polo aquático.

## Títulos
- Campeonato Mundial (2): 1994 e 2005
- Campeonato Europeu (3): 1991, 2001 e 2016

## Ligações Externas
- Sitio Oficial (em húngaro)